# 소니아 보호시에비치
소니아 보호시에비치(폴란드어: Sonia Bohosiewicz, 1975년 12월 9일 ~ )는 폴란드의 배우, 가수이다.

## 출연 작품
- 포토그래퍼 (2015)
- 전장의 묵시록 (2012)